# Björn Asker
Björn Hilding Ryno Asker, född 23 september 1941 i Stockholm, är en svensk operasångare (baryton).

## Biografi
Asker studerade för Hugo Hasslo i Stockholm och Tito Gobbi i Rom, och på Kungliga Musikhögskolan i Stockholm 1966–1969. Han debuterade på Kungliga Teatern som Peter i Resan av Lars Johan Werle 1969, och var en av Operans ledande sångare mellan 1969 och 1997. Dessutom var han verksam vid Drottningholms slottsteater 1970–1983. Han utnämndes till hovsångare år 1990.
Hans breda repertoar vilade på de stora barytonrollerna hos Mozart (framgångsrik Don Giovanni), Wagner (även Wotan i Valkyrian) och Verdi. Han medverkade i uruppföranden av operor av Lars Johan Werle, Wihlo-Hallberg och Lars Edlund. Han var också en flitig romanssångare, och uruppförde många verk av samtida tonsättare som Herman Koppel, Maurice Karkoff, Karl-Erik Welin, Bell och Chini. Han framträdde i Italien, Spanien, Frankrike, Tyskland, Polen, Ryssland, USA, Mexiko och Israel. Sedan 1985 är han verksam som pedagog i Köpenhamn i Danmark.
Asker är son till musikdirektören Hilding Asker och gift med den danska sopranen Lone Koppel sedan 1983.

## Utmärkelser
- 1990 – Hovsångare
- 1991 – Magnoliapriset
- 1992 – Jussi Björlingstipendiet

## Diskografi (urval)
- Wilhelm Peterson-Berger, Arnljot. Utdrag. Sterling CDO 1082. Svensk mediedatabas.
- Svensk opera. Caprice. LP. Svensk mediedatabas.
- Richard Wagner, Faust Lieder. Björn Asker, Lone Koppel. Classico.
- Gunnar Wennerberg, Gluntarna & De tre. Confident Music VJK-05-002, 2005.

### Webbkällor
- Asker, Björn H R, Vem är det, sidan 73, 1993.
- Björn Asker i Svensk mediedatabas.